# Distretto di Zighoud Youcef
Il distretto di Zighoud Youcef è un distretto della provincia di Costantina, in Algeria.

## Comuni
Il distretto di Zighoud Youcef comprende 2 comuni:
- Beni Hamiden
- Zighoud Youcef